# Tetracloruro di osmio
Il tetracloruro di osmio o cloruro di osmio(IV) è il composto binario con formula OsCl4. In condizioni normali è un solido che dà luogo a due polimorfi: una forma ottenibile a bassa temperatura di colore marrone scuro, e una forma ottenibile ad alta temperatura di colore nero. In questo composto l'osmio ha stato di ossidazione +4.

## Struttura
Il tetracloruro di osmio si può ottenere in due forme differenti a seconda della procedura usata per la sintesi. Entrambe le forme risultano paramagnetiche. La forma ad alta temperatura è un solido nero con struttura cristallina ortorombica, gruppo spaziale Cmmm, con costanti di reticolo a = 792,9 pm, b = 832,6 pm e c = 356,0 pm, due unità di formula per cella elementare. La struttura è composta da catene infinite di ottaedri OsCl6 uniti sui lati opposti, come illustrato nella figura iniziale. La distanza Os-Os risulta 356,0 pm.
La forma a bassa temperatura è un solido marrone scuro con struttura cristallina cubica, gruppo spaziale P4332 o P4132.

## Sintesi
Il composto fu sintetizzato per la prima volta nel 1909 da Otto Ruff trattando osmio metallico con cloro a circa 700 ºC. Per questa via si ottiene la forma nera:
{\displaystyle {\ce {Os + 2Cl2 -> OsCl4}}}
Alternativamente la forma nera si può ricavare facendo reagire osmio metallico con cloruro di solforile o con tetracloruro di carbonio a 400-600 ºC.
La forma marrone si ottiene invece dalla reazione a 80 ºC tra tetrossido di osmio e cloruro di tionile:
{\displaystyle {\ce {OsO4 + 4SOCl2 -> OsCl4 + 2Cl2 + 4SO2}}}

## Reattività
Il tetracloruro di osmio è un composto insolubile in solventi organici. In acqua e in acido cloridrico si idrolizza. Riscaldato oltre 400 ºC in presenza di ossigeno viene ossidato a OsOCl4.